# Loveland (Ohio)
Loveland [ˈlʌvlənd] ist eine City im Hamilton County, im Clermont County und im Warren County im südwestlichen Teil des US-Bundesstaats Ohio, 15 km nordöstlich von Cincinnati, am Ufer des Little Miami. Das U.S. Census Bureau hat bei der Volkszählung 2020 eine Einwohnerzahl von 13.307 ermittelt.

## Lage
An der Stadt vorbei läuft die Ohio State Route 48. Die Stadt ist in der Nähe der Kreuzung der Autobahnen I-71 und I-275. Loveland ist eine der rund 35 Städte in Ohio, die sich in mehr als einem County befinden.

## Geschichte
Loveland lag ursprünglich an den Rändern der Symmes Purchase und des Virginia Military Districts, im Nordwestterritorium. Oberst Thomas Paxton war 1795 der erste Siedler in der Gegend. Die Stadt ist benannt nach James Loveland, dem Postmeister und Inhaber eines Dorfladens in der Nähe der Eisenbahn. Loveland wurde am 12. Mai 1876 eine selbständige Gemeinde und 1961 wurde sie zu einer Stadt mit eigenem Statut erhoben.

## Demografie
Zum Zeitpunkt der Volkszählung im Jahr 2000 bewohnten Loveland 11.677 Personen, die sich auf 4497 Haushalte und 3224 Familien verteilten. Die Bevölkerung Loveland bestand zu 95,66 Prozent aus Weißen, 1,56 Prozent Afroamerikanern, 0,05 Prozent amerikanischen Ureinwohnern und 1,05 Prozent Asiaten; 0,42 Prozent gaben an, anderen ethnischen Gruppen anzugehören und 1,26 Prozent stammten von zwei oder mehr Ethnien ab. 1,12 Prozent der Bevölkerung waren spanischer oder latein-amerikanischer Abstammung.
Von den 4497 Haushalten Lovelands lebten in 39,1 Prozent Kinder unter 18 Jahren. 57,6 Prozent der Haushalte stellten Verheiratete, 11,1 Prozent hatten einen weiblichen Haushaltsvorstand ohne Ehemann und 28,3 Prozent bildeten keine Familien. 25,1 Prozent der Haushalte bestanden aus Einzelpersonen und in 9,9 Prozent aller Haushalte lebte jemand im Alter von 65 Jahren oder darüber alleine. Die durchschnittliche Haushaltsgröße betrug 2,58 und die durchschnittliche Familiengröße 3,11 Personen.
Die Bevölkerung verteilte sich auf 29,1 Prozent Minderjährige, 6,9 Prozent 18–24-Jährige, 30,3 Prozent 25–44-Jährige, 22,7 Prozent 45–64-Jährige und 11,0 Prozent im Alter von 65 Jahren oder mehr. Das Durchschnittsalter betrug 36 Jahre. Auf jeweils 100 Frauen entfielen 91,0 Männer. Bei den über 18-Jährigen entfielen auf 100 Frauen 85,4 Männer.
Das mittlere Haushaltseinkommen in Loveland betrug 52.738 US-$, das mittlere Familieneinkommen 63.535 US-$. Das Durchschnittseinkommen der Männer betrug 49.653 US-$, das der Frauen 29.250 US-$. Das Pro-Kopf-Einkommen belief sich auf 25.920 US-$. 5,7 Prozent der Bevölkerung und 5,7 Prozent der Familien hatten ein Einkommen unterhalb der Armutsgrenze, davon waren 7,1 Prozent der Minderjährigen und 4,6 Prozent der Altersgruppe 65 Jahre und mehr betroffen.

## Bedeutende Persönlichkeiten
- Don Biggs (* 1965), professioneller kanadischer Eishockeyspieler[6]
- Salmon P. Chase (1808–1873), Vorsitzender Richter (Chief Justice) am Obersten Gerichtshof der Vereinigten Staaten[7]
- Ann Donahue (* etwa 1955), Drehbuchautorin und Fernsehproduzentin
- Emma Grome (* 2002), Volleyballspielerin
- Jack Pfiester (1878–1953), professioneller Baseballspieler[8]
- Jerry Springer (1944–2023), Politiker und Moderator[9]
- Mike Sylvester (* 1951), professioneller Basketballspieler; Silbermedaillengewinner, Olympische Sommerspiele 1980[10]
- Madison Young (* 1980), Pornodarstellerin und -regisseurin